# Prémesques
Prémesques – miejscowość i gmina we Francji, w regionie Hauts-de-France, w departamencie Nord.
Według danych na rok 1990 gminę zamieszkiwały 1922 osoby, a gęstość zaludnienia wynosiła 379 osób/km² (wśród 1549 gmin regionu Nord-Pas-de-Calais Prémesques plasuje się na 375. miejscu pod względem liczby ludności, natomiast pod względem powierzchni na miejscu 674.).